# Cleo Sol
Cleopatra Zvezdana Nikolic (Londres, 24 de março de 1990), mais conhecida pelo seu nome artístico Cleo Sol, é uma cantora e compositora britânica. Trabalhando em estreita colaboração com seu marido, o produtor Dean Josiah Cover, ela lançou cinco álbuns de estúdio solo, começando com o EP Winter Songs (2018), seguido pelos álbuns Rose in the Dark (2020), Mother (2021), Heaven (2023) e Gold (2023), além de ser membro do coletivo musical Sault.

## Início de vida
Cleo Sol nasceu em Ladbroke Grove, Londres, filha de músicos de jazz que viviam em Notting Hill. Cleo cresceu em Ladbroke Grove. Sua mãe é sérvia-espanhola e seu pai é jamaicano.

## Carreira musical
Cleo Sol fez sua estreia em 2008, participando do single "Tears" de Tinie Tempah. Em 2011, Cleo Sol assinou com a gravadora Dirty Canvas, de DaVinChe, e com a Island Records, lançando singles como "High" e "Never the Right Time (Who Do You Love)". Ela fez uma pausa musical de 2012 a 2017. Cleo retornou com o EP Winter Songs, lançado em 9 de março de 2018. Em 2019, participou do single "Selfish" da rapper britânica Little Simz, colaborando novamente com a artista em 2021 na música "Woman".
Cleo Sol lançou seu primeiro álbum de estúdio, Rose in the Dark, em 27 de março de 2020. O álbum foi incluído nas listas de melhores do ano das revistas Complex e Clash. No ano seguinte, em 20 de agosto de 2021, ela lançou seu segundo álbum de estúdio, intitulado Mother. Os álbuns surpresa Heaven e Gold foram lançados em setembro de 2023. Ela também é integrante do coletivo musical britânico SAULT, sediado no Reino Unido, que lançou onze álbuns de estúdio. O grupo raramente faz apresentações ao vivo ou concede entrevistas, e Cleo Sol raramente se apresenta ao vivo.

## Estilo musical
Cleo Sol cita como influências artistas como Stevie Wonder, Erykah Badu e Jill Scott. Ela cresceu ouvindo reggae, Motown, jazz e música latina.

## Vida pessoal
Cleo Sol é casada com o produtor musical inglês Inflo (Dean Josiah Cover); o casal teve um filho em 2021.

## Discografia

### Álbuns de estúdio
| Título           | Detalhes |
| ---------------- | --- |
| Rose in the Dark | - Lançamento: 27 de março de 2020 - Gravadora: Forever Living Originals - Formato: CD, download digital, streaming, vinil    |
| Mother           | - Lançamento: 20 de agosto de 2021 - Gravadora: Forever Living Originals - Formato: CD, download digital, streaming, vinil   |
| Heaven           | - Lançamento: 15 de setembro de 2023 - Gravadora: Forever Living Originals - Formato: CD, download digital, streaming, vinil |
| Gold             | - Lançamento: 29 de setembro de 2023 - Gravadora: Forever Living Originals - Formato: CD, download digital, streaming, vinil |

### Extended plays
| Título       | Detalhes |
| ------------ | --- |
| Winter Songs | - Lançamento: 9 de março de 2018 - Gravadora: Forever Living Originals - Formato: download digital, streaming |

### Singles
| Título                                                      | Ano  | Álbum                           |
| ----------------------------------------------------------- | ---- | ------------------------------- |
| "High" (com Gappy Ranks)                                    | 2011 | Single sem álbum                |
| "Never the Right Time (Who Do You Love)"                    | 2012 | Single sem álbum                |
| "Code to Crack" (com Toddla T e participação de Scrufizzer) | 2012 | Single sem álbum                |
| "Why Don't You"                                             | 2017 | Winter Songs & Rose in the Dark |
| "Try and You Try"                                           | 2017 | Winter Songs                    |
| "One"                                                       | 2019 | Single sem álbum                |
| "Sweet Blue"                                                | 2019 | Single sem álbum                |
| "Butterfly"                                                 | 2020 | Rose in the Dark                |
| "Shine"                                                     | 2020 | Single sem álbum                |
| "Fear When You Fly"                                         | 2024 | ASA                             |

#### Como artista convidada
| Título                               | Ano  | Álbum                          |
| ------------------------------------ | ---- | ------------------------------ |
| "Tears" (Tinie Tempah com Cleo Sol)  | 2008 | Single sem álbum               |
| "Selfish" (Little Simz com Cleo Sol) | 2019 | Grey Area                      |
| "Woman" (Little Simz com Cleo Sol)   | 2021 | Sometimes I Might Be Introvert |

### Participações especiais
| Título   | Ano  | Outro(s) artista(s) | Álbum                 |
| -------- | ---- | ------------------- | --------------------- |
| "Ladder" | 2012 | Angel, Mark Asari   | 7 Minutes Before Time |